# Bertya ingramii
1. Mục danh sách số

Bertya ingramii là một loài thực vật có hoa trong họ Đại kích. Loài này được T.A.James mô tả khoa học đầu tiên năm 1988.